# Krutbanan

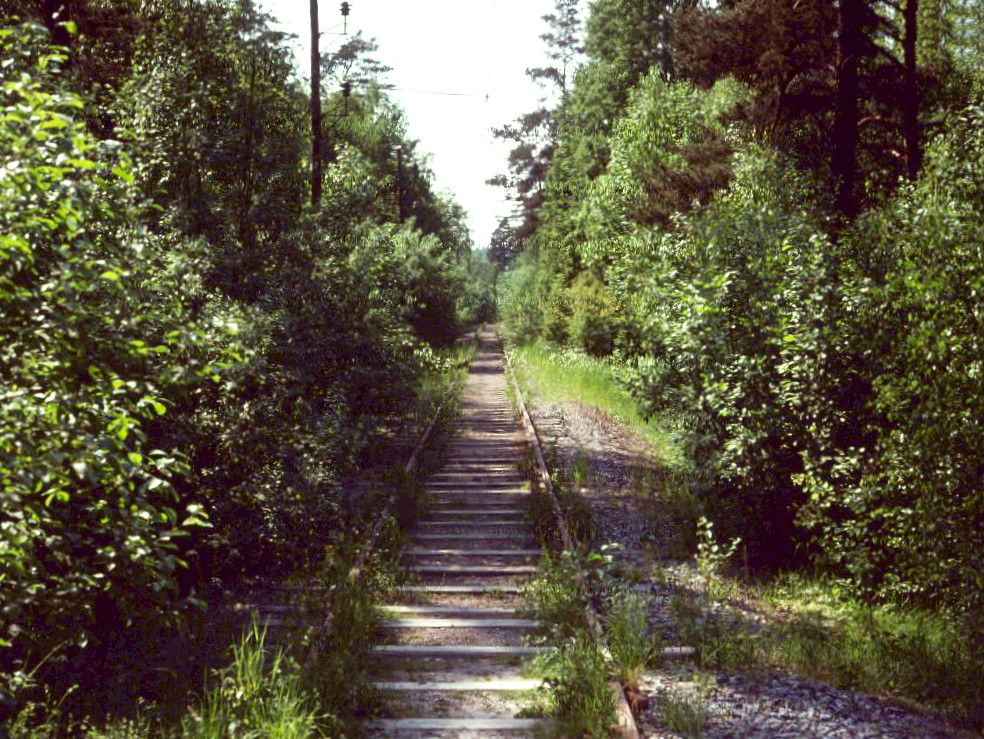
Krutbanan västerut den 9 juni 1975.

Krutbanan var en normalspårig grenbana i nuvarande Solna kommun och Sundbybergs kommun som byggdes 1940-1941 för militära ändamål och som därför inte var utritad på vanliga kartor.  

## Historik

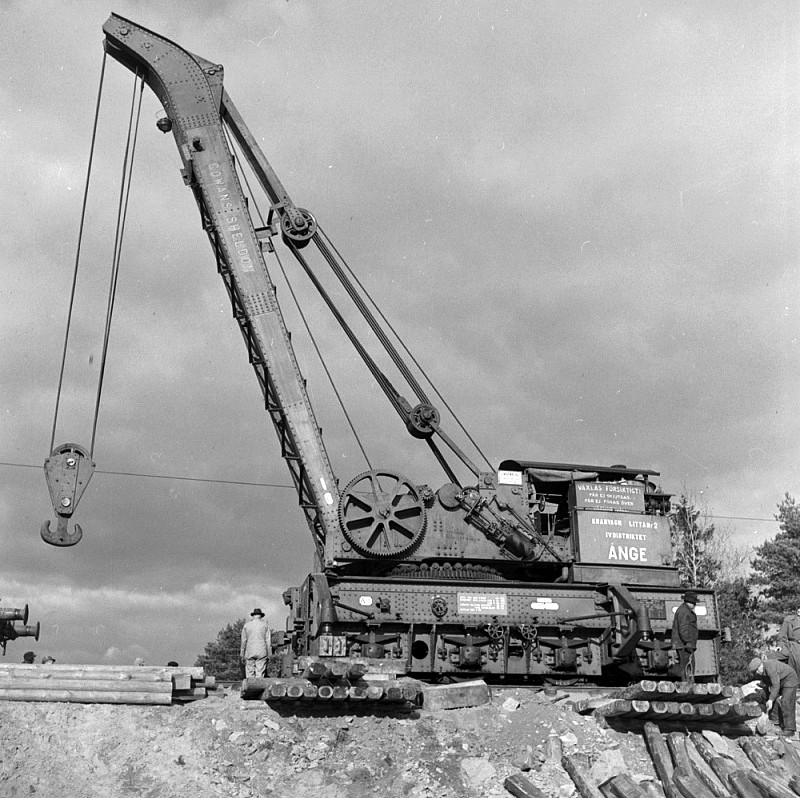
"Urspåring i Ulriksdal (Ursvik), mars 1950"

Banan gick från Norra stambanan strax norr om Ulriksdals station, förbi en stenkross, vidare genom Järvafältet en bit söder om Igelbäcken och förbi Järva skjutbanor där det fanns en järnvägsövergång, förbi ännu en järnvägsövergång, över en betongbro fram till Tygförvaltningen för Östra militärområdet i Ursvik där det fanns en grind. Området var då hemligt. Innanför grinden fanns en lastkaj, där gick spåret in i ett bergrum som var ammunitionsförråd.
Krutbanan hade även ett stickspår söderut: i anslutning till stenkrossen låg en växel där tåg från Ulriksdal kunde vända och sedan backa in på en liten "bangård" med tre spår vid Arméns Intendenturförråd i Stockholm (AIS) (i dagens stadsdel Järvastaden). Detta kasernetablissement uppfördes 1944 till Första intendenturkompaniet (Int 1) och övertogs 1949 av Infanteriets kadettskola (InfKS) och 1962 av Värnpliktsverket (VPV).
Krutbanan var 3 km lång och elektrifierad med enkel kontaktledning (utan bärlina) och användes främst för att frakta ammunition. Banan var sällan trafikerad och hade aldrig någon persontrafik. I Sveriges Järnvägsmuseets samlingar finns ett äldre fotografi med beskrivningen "Urspåring i Ulriksdal (Ursvik), mars 1950. Bärgning av ellok med SJ:s två bärgningskranar." Spåret revs upp i slutet av 1980-talet.

## Nutid
Banvallen är idag gång-, cykel- och ridstig och går genom Igelbäckens naturreservat. Ungefär 500 meter av banvallen närmast stambanan har blivit utplånad av grustaget Solnakrossen, och ytterligare ca 400 meter har utplånats av ett villaområde under byggnad.  Ett 150 meter långt stickspår från stambanan åt väster som slutade vid grustaget fanns länge kvar efter Krutbanan, men även denna spårstump revs upp under 2009.

## Bilder
Banans sträckning från Norra stambanan till bergrummet i Östra militärområdet i Ursvik.

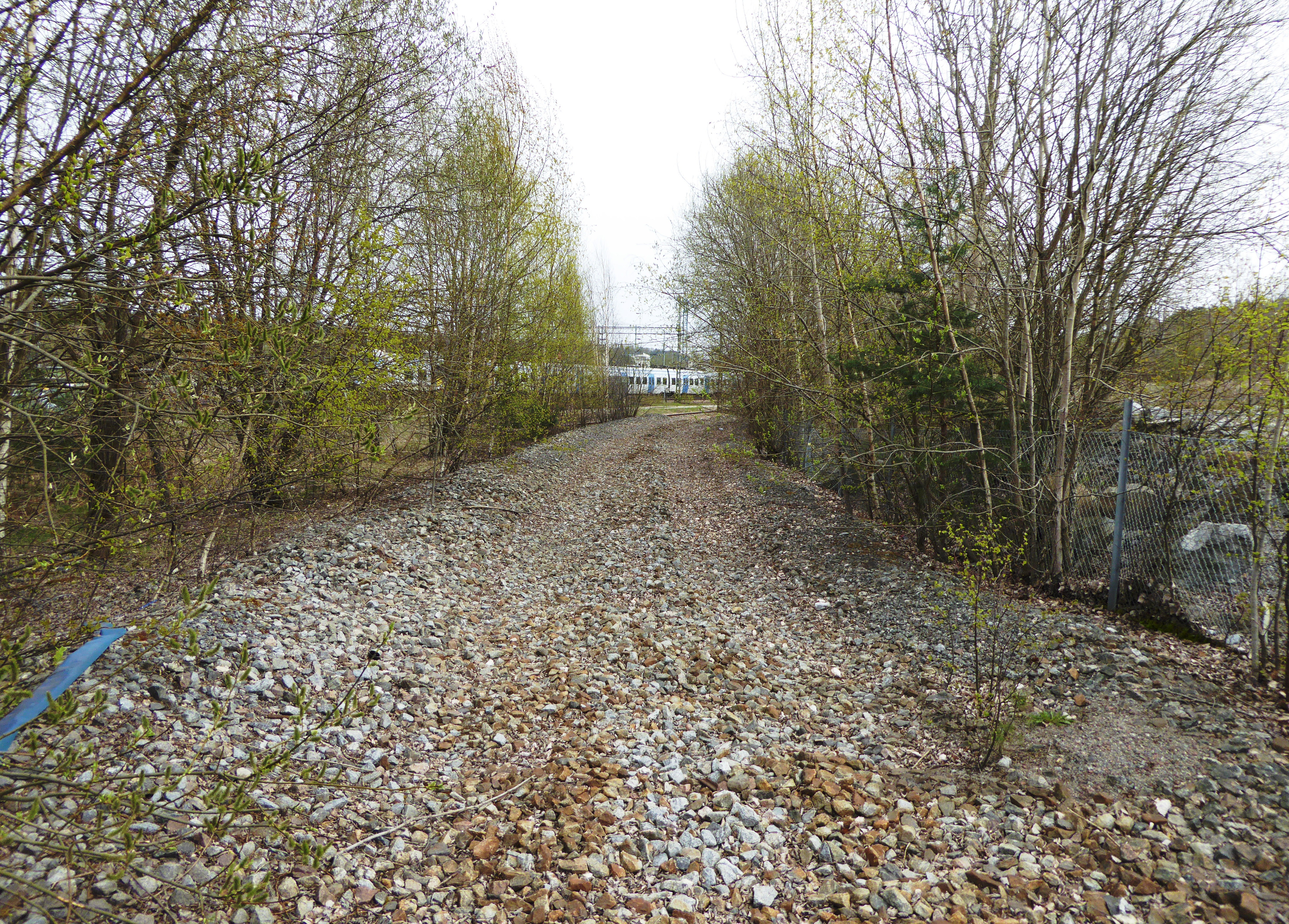
Banvallen strax norr om Ulriksdals pendeltågsstation
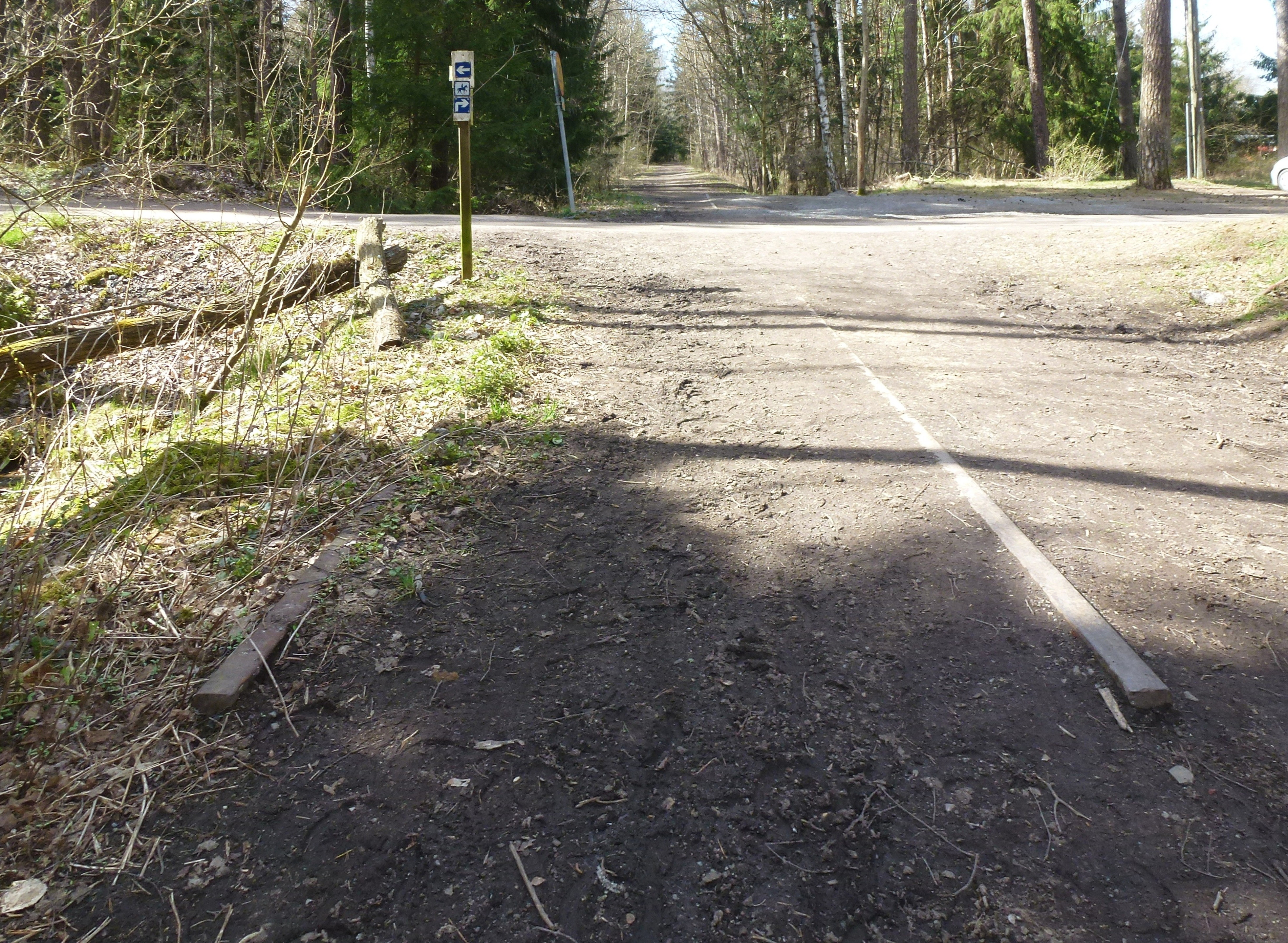
Kvarvarande spårstump vid en av järnvägsövergångarna
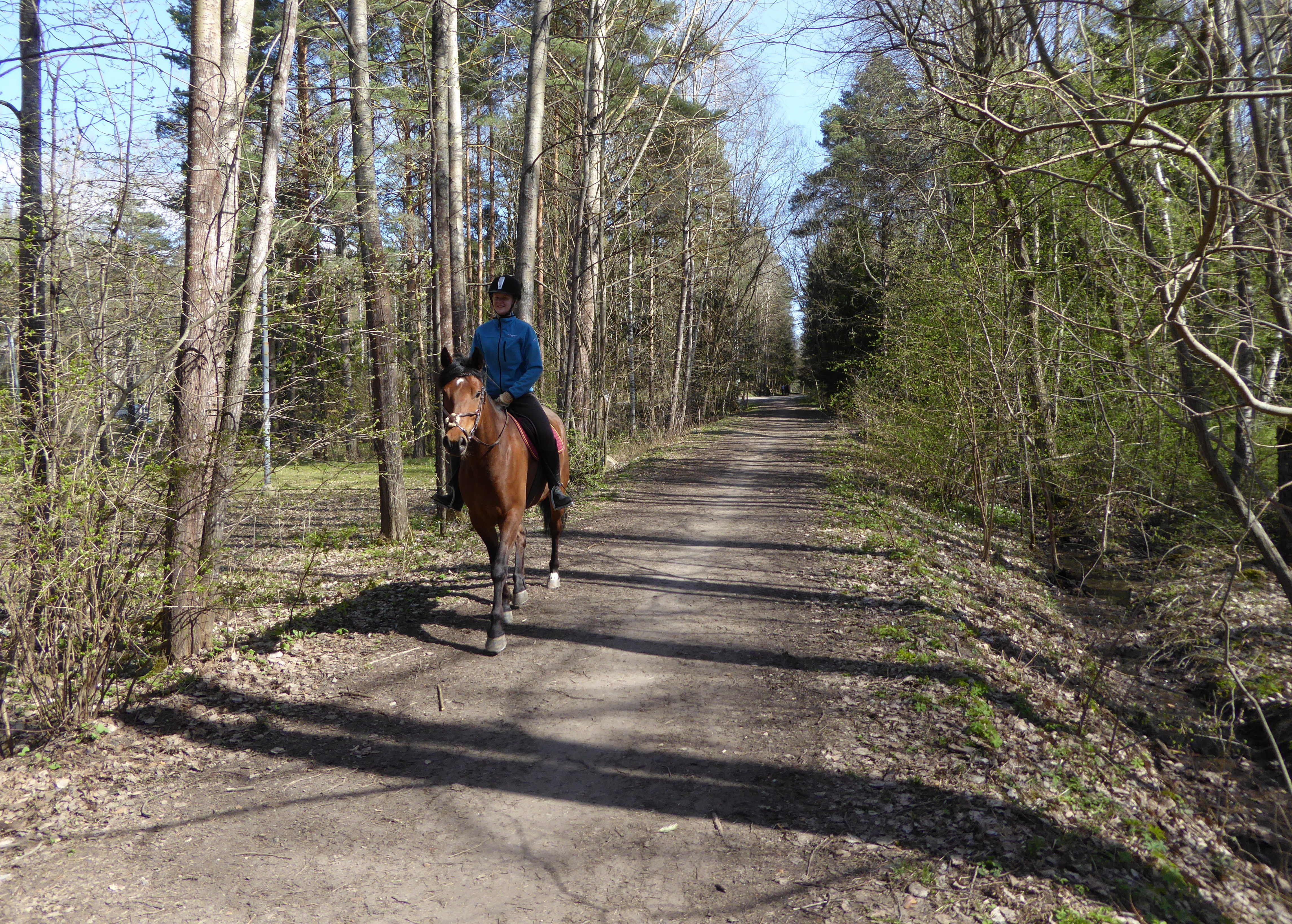
Idag nyttjas banvallen för bland annat ridning
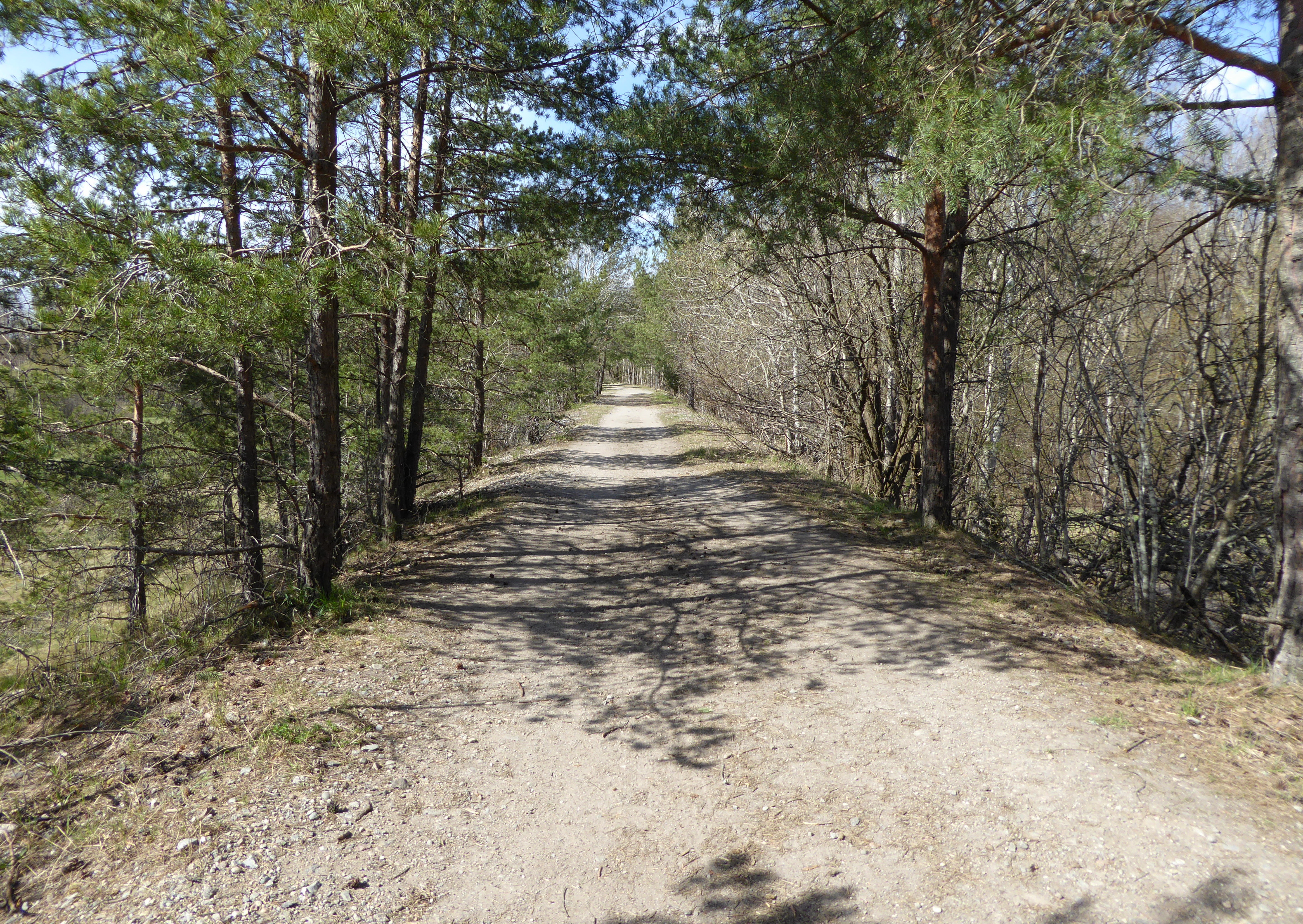
Banvallen strax öster om betongbron
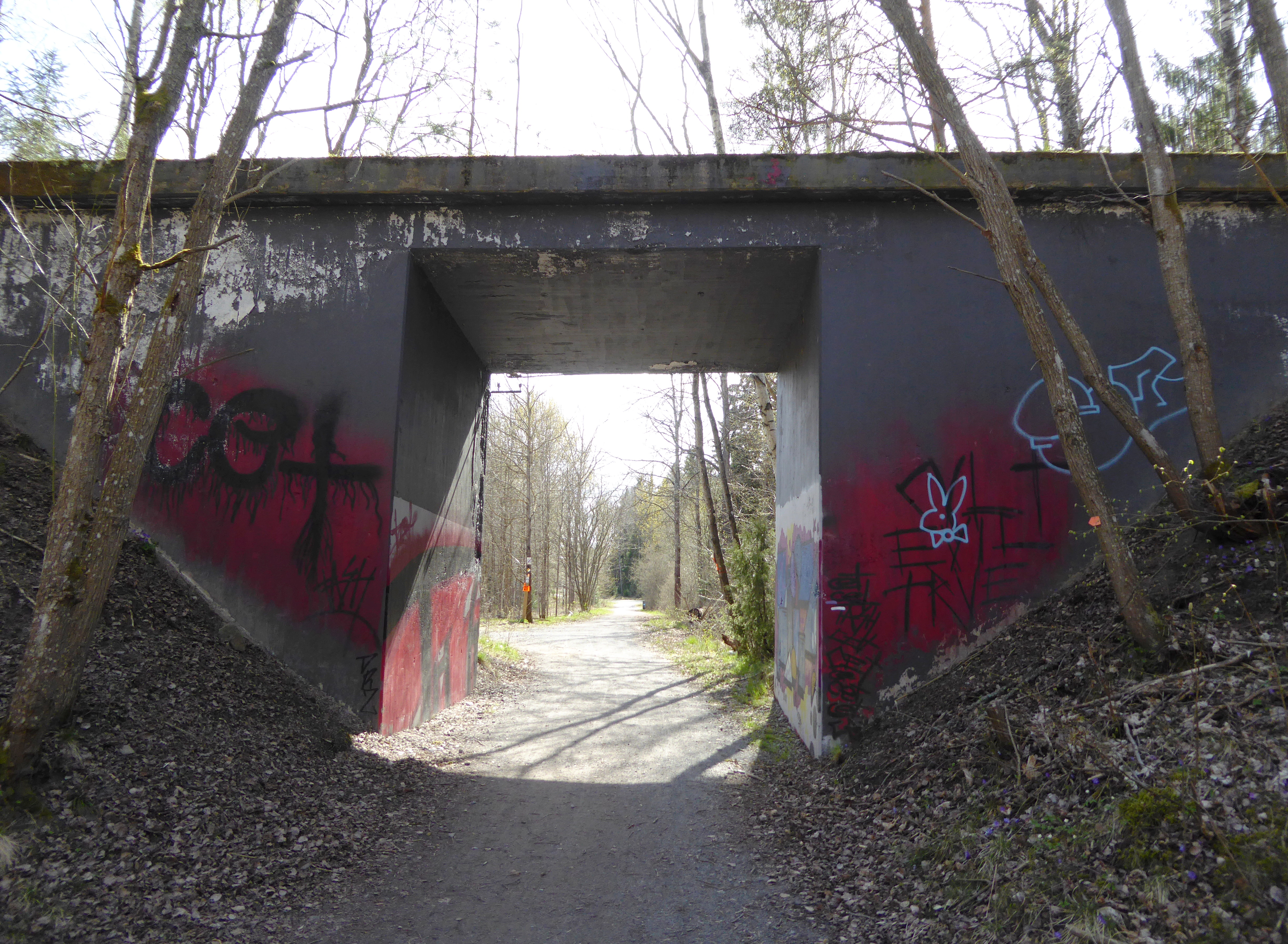
Betongbron
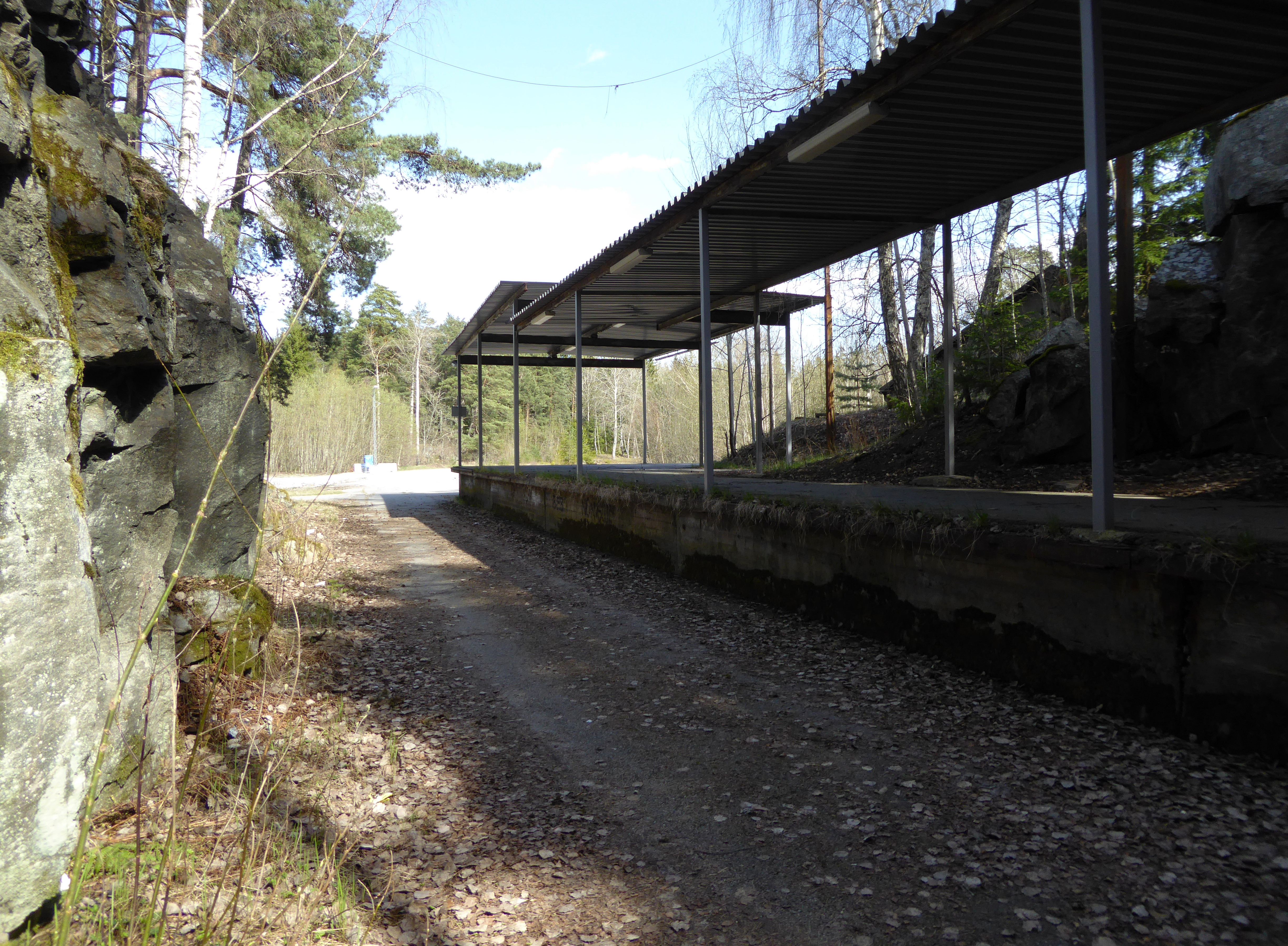
Lastkajen vid bergrummet
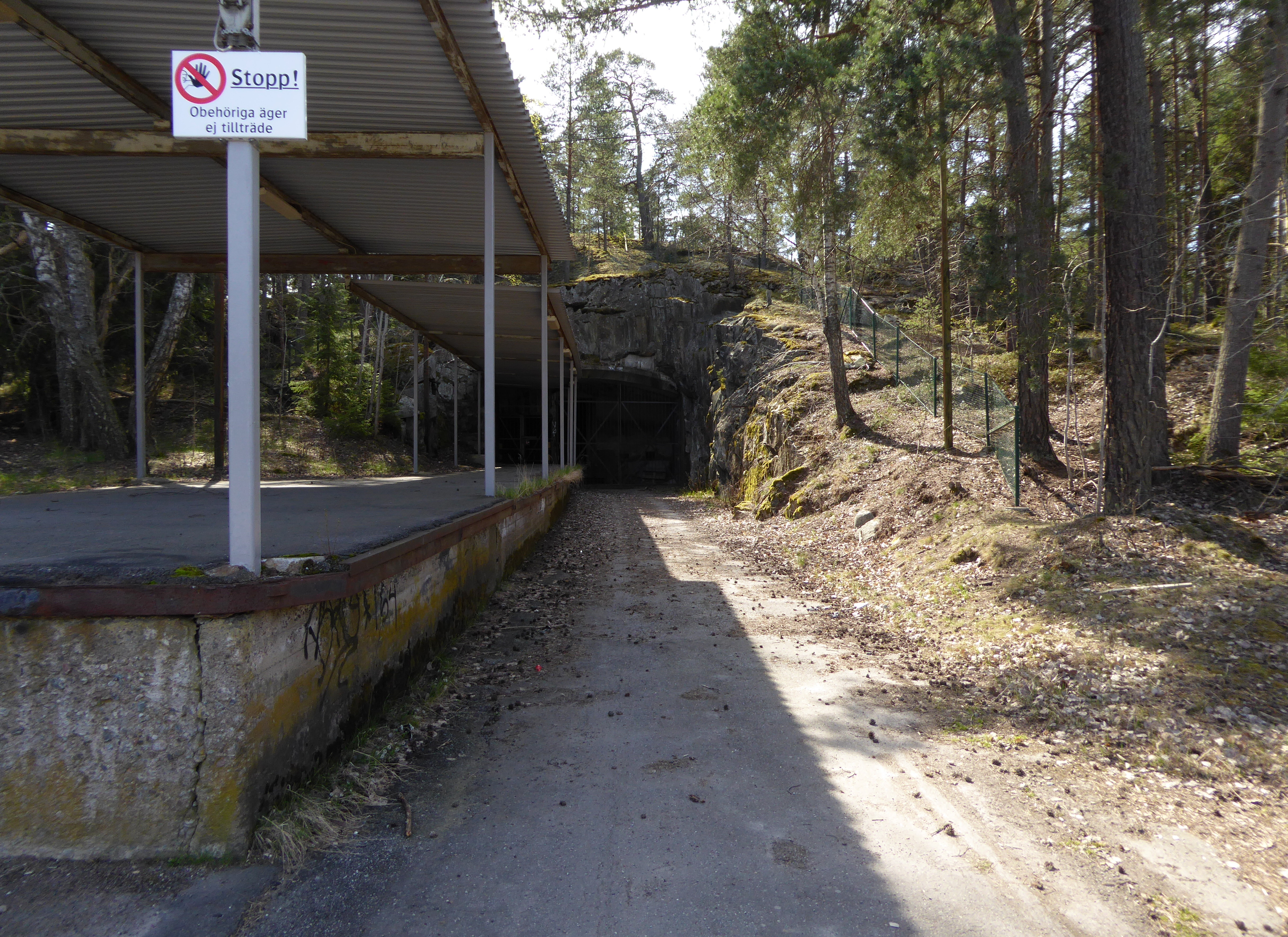
Lastkajen vid bergrummet
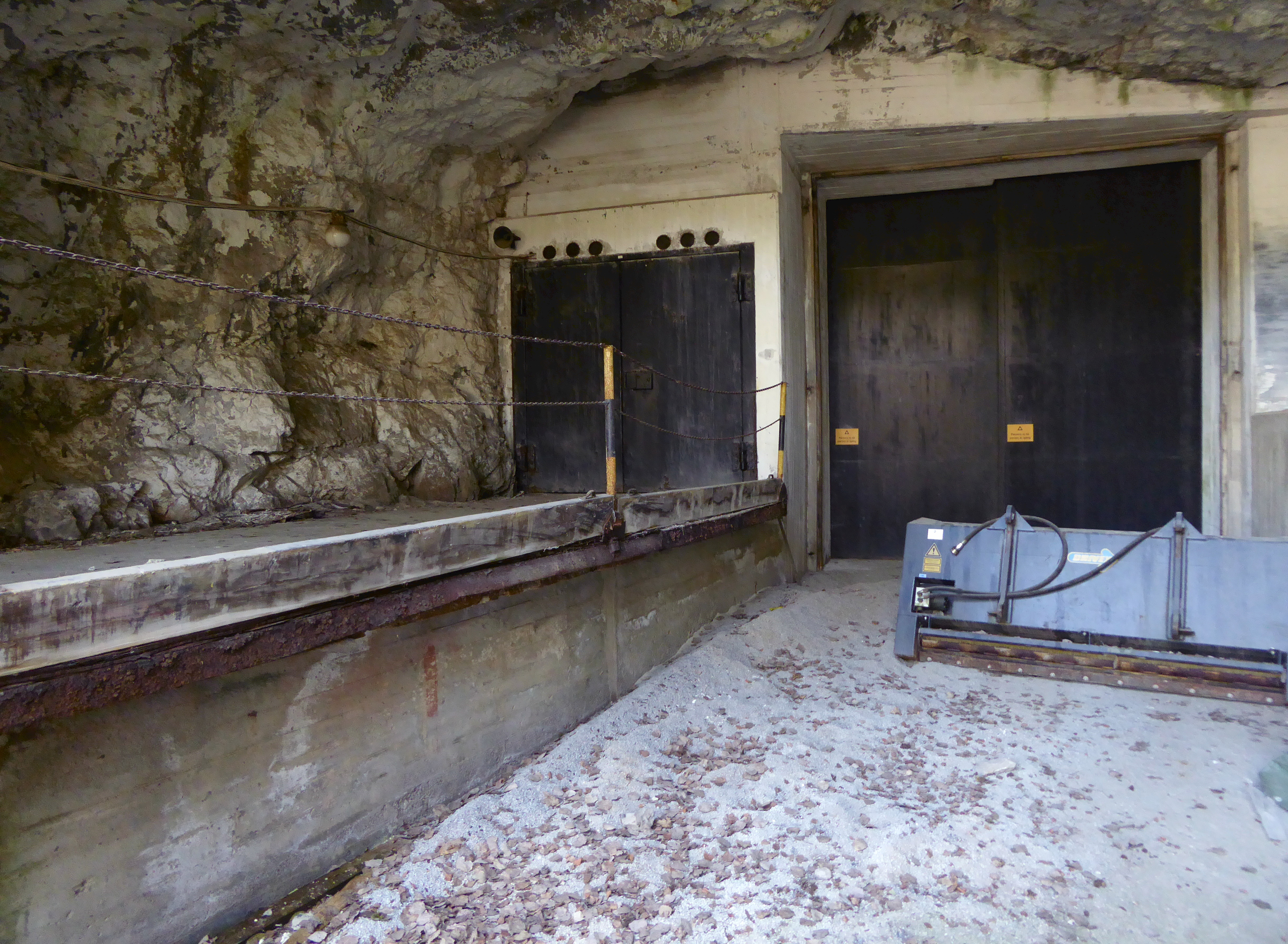
Portar till bergrummet